# Farid Berki
 (juillet 2015).
Farid Berki, né en 1963 à Tourcoing, est un danseur et chorégraphe français de danse contemporaine et de hip-hop. Il est le fondateur de la compagnie Melting Spot, basée à Villeneuve-d'Ascq.

## Biographie
La compagnie Melting Spot s’est formée en 1994, à l’initiative du chorégraphe Farid Berki, avec comme démarche artistique centrale la confrontation d’univers artistiques différents. Danseur de rue autodidacte, Farid Berki se forme à diverses techniques de danse (classique, jazz, contemporaine, claquettes et africaine) considérant que chaque courant de la danse a son histoire et son vocabulaire propre, mais qu’il est possible d’établir des liens entre eux, de les croiser pour les enrichir mutuellement.
Le chorégraphe essaie de bousculer les idées reçues tant en ce qui concerne le hip hop, qu’en ce qui a trait aux autres formes de danses et à leurs cloisonnements. La fusion des genres dans la démarche artistique de la compagnie donne aux créations futures et passées un sentiment d’innovation touchant aussi bien les danseurs que le grand public. Melting Spot utilise la danse comme support d’idées afin de faire passer des messages souvent inscrits dans une thématique de dualité, concernant une rencontre ou des points de vue contraires.

## Principales chorégraphies
Provient du site Ciel Melting Sport.
- 1995 : Fantazia (pièce en 3 actes pour six danseurs, melting de hip-hop et du flamenco)
- 1998 : Petrouchka (pièce pour 5 danseurs jeune public, composition live de Pierre Nguyen)
- 1999 : Invisible Armada (pièce pour sept danseurs et deux musiciens, un dj hip-hop et un musicien/chanteur brésilien issu du tropicalisme, Dousty Dos Santos)
- 2001 : Atomixité (pièce sur les utopies urbaines, artiste associé : Bateau Feu)
- 2002 : Sur le feel (solo de Farid Berki, artiste associé : Bateau Feu)
- 2003 : Six fous... en quête de hauteur (conte fantastique, scénographe François Schuiten, présenté dans le cadre de Lille 2004 (capitale européenne de la culture), puis Biennale de la danse de Lyon en 2006)
- 2004 : Soul Dragon (création événementielle pour 15 danseurs de l’Académie de l’Opéra de Shanghai)
- 2005 : Oud (duo burlesque)
- 2005 : Hip-no-tic (création pour six danseurs et un musicien illustrant les stéréotypes injustement reliés à la culture hip-hop)
- 2007 : Exodust (spectacle pour cinq danseurs illustrant les fondements du mouvement hip-hop)
- 2008 : Les Enfants perdus (collaboration avec D' De Kabal)
- 2009 : Du feel à retordre (recréation du solo Sur le feel)
- 2009 : Hip-Hop Aura (conférence dansée)
- 2011 : Vaduz 2036 (pièce pour sept danseurs alliant spiritualité et chorégraphie en référence au peintre Kandinsky)
- 2013 : Double Je(u) (duo avec Serge Aimé Coulibaly)
- 2013 : Scherzo fantastique (orchestre Les Siècles, Cité de la musique)
- 2013 : Le Sacre du printemps (orchestre Les Siècles, Cité de la Musique)
- 2014 : Variations autour de Melting Part 1 & 2 (duo crée à l'occasion des 20 ans de la compagnie)
- 2015 : Fluxus Game (pièce pour sept danseurs et un jongleur)
- 2015 : Stravinski remix (le Scherzo Fantastique : trio / l'Oiseau de feu : pièce pour 10 danseurs)
- 2016 : Trans'hip hop express (avec la Compagnie du Tire-Laine / 5 musiciens et 5 danseurs )
- 2018 : Presqu'ils (trio jeune public)
- 2020 : Locking for Beethoven

### Commandes chorégraphiques
- 1999 : La Vision du renégat
- 1999 : Pas de vague avant l'éclipse (solo pour Kader Belarbi)
- 2001 : Petrouchka
- 2001 : Système d'influence
- 2001 : Mr Chanmé aime le pop
- 2008 : Les Enfants perdus
- 2012 : Macbeth ou la comédie des sorcières
- 2013 : Stravinski en mode hip hop
- 2014 : La Preuve par l'autre (pièce pour 6 danseurs et 3 chorégraphes) avec Bouba Landrille Tchouda et Anne Nguyen
- 2015 : Stravinski remix
- 2016 : Le Garçon incassable (Compagnie du Bredin Mancieulles)
- 2017 : Kaleidoscope (avec l'Orchestre national de Lille)
- 2017 : 20 ans de Suresnes Cité Danse

## Distinctions honorifiques
- Prix nouveau talent chorégraphique de la SACD[3] (festival d'Avignon 1990)
- Bourse à l’écriture de l’association Beaumarchais (prix SACD 2010)
- Officier de l'ordre des Arts et des Lettres Il est promu au grade d’officier le 10 février 2016[4].

## Reportages et publications
Reportages
- 1996 : Faire kiffer les anges, J-P Thorn
- 1999 : Une étoile en danger, L.Riolon
- 2001 : Hors les murs, V.Urréa
- 2003 : De Stravinski à Farid Berki, J.Rabaté 2002 Eclat de danse, A.Cossu
- 2004 : On n’est pas des marques de vélo, J-P Thorn
- 2004 : Solo, Soli, J. Rabaté avec Dominique Boivin et Jean-Claude Gallotta

Publications
- 2011 : Le Hip Hop, Actes Sud Junior, par Marie-Christine Vernay
- 2011 : 1993-2012 Suresnes Cités Danse, Les 20 ans du festival, Théâtre de Suresnes Jean Vilar, texte Isabelle Calabre
- 2012 : De l'artification. Enquêtes sur le passage à l'art, Éditions de l’EHESS, édité par Nathalie Heinrich et Roberta Shapiro
- 2014 : Quel corps en jeu en danse hip hop ?, éditions CCN de La Rochelle et CESMD de Poitou-Charentes, Table ronde[5]